# Alfred Toulet
Pour les articles homonymes, voir Toulet (homonymie).
Alfred Stanislas Toulet est un homme politique français né le 11 avril 1839 à Albert (Somme) et mort le 22 août 1905 à Vichy.

## Biographie

### Famille
Alfred Toulet nait dans un milieu modeste, son père est charpentier de moulin. Il aurait eu vers 1880, une relation adultérine avec Pauline Mélanie Laurencin, couturière. De cette union nait, Marie Laurencin (1883- 1956), qui devient artiste peintre. L'enfant n'est pas reconnue par son père présomptif.

### Carrière administrative
Alfred Toulet débute dans l'administration fiscale en tant que contrôleur des impôts à Cambrai puis il se fixe dans le département de la Somme en 1867.
Il termine sa carrière au service des contributions directes de la Seine

### Carrière politique
Alfred Toulet commence sa carrière politique en étant élu conseiller d'arrondissement du canton d'Albert en 1880.
Il est élu député de la deuxième circonscription de la Somme (Péronne), le 12 mars 1882, lors d'une élection partielle. Il siège au groupe de l'Union républicaine de Léon Gambetta. Il se représente aux élections législatives du 4 octobre 1885 qui se déroulent au scrutin de listes. Membre de la liste républicaine de la Somme, il n'est par réélu. À l'issue de son mandat, il retourne dans l'administration fiscale.

### Albert Toulet
Son frère aîné, Albert Toulet, (1833-1887), est le fondateur de l'industrie métallurgique à Albert et devient maire de la ville de 1883 à 1887.

## Sources
- « Alfred Toulet », dans Adolphe Robert et Gaston Cougny, Dictionnaire des parlementaires français, Edgar Bourloton, 1889-1891 [détail de l’édition]
- Abbé Louis Deberly, Deux enfants de Picardie, Albert et Alfred Toulet[6], Auch, Imprimerie L. Cocharaux, 1909
- Frédéric Lemaire, Albert : jadis et aujourd'hui, Paris, Livre d'histoire, 2002 - reprise de l'édition de 1937 (ISBN 978-2-84373-143-3, BNF 38967373)